# Gretchen
Gretchen – imię żeńskie pochodzenia niemieckiego. Zyskało popularność na obszarze  anglojęzycznym pod wpływem dramatu Faust Johanna Wolfganga von Goethego. Jest to zdrobnienie od imienia Grete (imię niemieckie i skandynawskie), Greta (imię niemieckie, angielskie, polskie) i Margaret (imię angielskie, szkockie i niemieckie). Gretchen jest imieniem rzadkim. Najpopularniejsze było w 1973 roku, kiedy otrzymało je 0,087% dziewczynek (191. miejsce na liście najpopularniejszych imion). W 2009 roku imię to otrzymało 0,013% dziewczynek (995. miejsce na liście najpopularniejszych imion). W latach następnych nie notowane.

## Osoby o imieniu Gretchen
- Gretchen Bleiler – amerykańska snowboardzistka
- Gretchen Carlson – Miss America 1989
- Gretchen Fraser – amerykańska narciarka alpejska
- Gretchen Hartman – amerykańska aktorka filmowa
- Gretchen Mol – amerykańska aktorka
- Gretchen Parlato – amerykańska wokalistka jazzowa
- Loretta Young (właśc. Gretchen Young) – amerykańska aktorka

## Postacie fikcyjne
- Gretchen − fikcyjna postać z kanadyjskiego serialu Denny obóz
- Gretchen Chalker − fikcyjna postać z amerykańskiego serialu Unbreakable Kimmy Schmidt
- Gretchen Cutler − fikcyjna postać z amerykańskiego serialu You’re the Worst
- Gretchen Grundler − fikcyjna postać z amerykańskiego serialu animowanego Byle do przerwy
- Gretchen Morgan − fikcyjna postać z amerykańskiego serialu Skazany na śmierć
- Gretchen Ross − fikcyjna postać z amerykańskiego serialu Donnie Darko
- Gretchen Schwartz − fikcyjna postać z amerykańskiego serialu Breaking Bad
- Gretchen Wieners − fikcyjna postać z amerykańskiego serialu Wredne dziewczyny
- Gretchen Witter − fikcyjna postać z amerykańskiego serialu Jezioro marzeń

### Inne
- Gretchen am Spinnrade ( pol. Małgorzata przy kołowrotku) – pieśń skomponowana w 1814 roku przez Franza Schuberta do fragmentu tekstu z dramatu Faust Johanna Wolfganga von Goethego